# Alamblak
L’alamblak est une langue papoue parlée en Papouasie-Nouvelle-Guinée, dans la province de Sepik oriental.

## Classification
L’alamblak fait partie des langues sepik des collines de l'Est, un des groupes des langues sepik des collines rattachées à la famille des langues sepik.

## Phonologie
Les tableaux présentent les voyelles et les consonnes de l’alamblak.

### Voyelles
|         | Antérieure | Centrale | Postérieure |
| ------- | ---------- | -------- | ----------- |
| Fermée  | i [i]      | ɨ [ɨ]    | u [u]       |
| Moyenne | e [e]      | ʌ [ʌ]    | o [o]       |
| Ouverte |            | a [a]    |             |

### Consonnes
|              |              | Bilabiales | Dentales | Dorsales | Dorsales |
| ------------ | ------------ | ---------- | -------- | -------- | -------- |
| Palatales    | Vélaires     | Bilabiales | Dentales |          |          |
| Occlusives   | Sourde       | p [p]      | t [t]    |          | k [k]    |
| Occlusives   | Sonore       | b [b]      | d [d]    |          | g [g]    |
| Fricative    | Fricative    | f [f]      | s [s]    |          |          |
| Affriquée    | Affriquée    |            |          | j [d͡ʒ]   |          |
| Nasale       | Nasale       | m [m]      | n [n]    | ny [ɲ]   | ŋ [ŋ]    |
| roulée       | roulée       |            | r [r]    |          |          |
| semi-voyelle | semi-voyelle |            |          | y [j]    |          |

## Sources
- (en) Foley, William A., The Papuan Languages of New Guinea, Cambridge Language Surveys, Cambridge, Cambridge University Press, 1986 (1999),  (ISBN 0-521-28621-2)